# Ambroise de Saint-Pol
Ambroise de Saint-Pol, né le 18 janvier 1857 à Abbeville (Somme) et mort le 15 février 1924 à Pézy (Eure-et-Loir), est un homme politique français.

## Biographie
Propriétaire et agriculteur, il est maire de Pézy et conseiller d'arrondissement. Il est député d'Eure-et-Loir de 1902 à 1910, inscrit au groupe de l'Action libérale.

## Sources
- « Ambroise de Saint-Pol », dans le Dictionnaire des parlementaires français (1889-1940), sous la direction de Jean Jolly, PUF, 1960 [détail de l’édition]